# フィーバーキャッスル
フィーバーキャッスルは、1994年9月にSANKYOが発売した、鮮やかな図柄と回転時のイルミネーションに特徴があるパチンコ機のシリーズ名。
『フィーバーキャッスル』の1機種がある。

## 概要
ドラム型のデジパチ。確変や時短を搭載していないノーマル機で、盤面中央の巨大ドラムが一際目を引いた機種である。巨大ドラムが盤面を大きく占拠しているので、変則的なゲージ構成となっている。七色に輝くドラムの名称は「レインボードラム」である。
兄弟機として、大同（現:ビスティ）から『フィーバーキャッスルD』も翌年に発売された。大当たり確率や賞球数などのスペック面は全く同じである。大当たり図柄は9種類の5ライン有効で45通りの大当たりパターンがあるのも同様である。

## スペック
- フィーバーキャッスル
  - 賞球数 7&15
  - 大当たり最高継続 16R
  - 大当たり確率 1/215

## 図柄
- 7
- レモン
- スイカ
- チェリー
- JAC
- FEVER
- BAR
- ダブルBAR

## 演出
本機の図柄は左→中→右の順番に停止する。6種類のWリーチに3種類のリーチアクションがある。ノーマルリーチ以外に、大当たり図柄が揃わずに通過して停止した後に1コマ戻るアクションと、図柄が揃わずに停止した後に再始動する2段階アクションがある。

## コンシューマ移植
- 本家SANKYO FEVER実機シミュレーションシリーズ（スーパーファミコン用）
  - 『本家SANKYO FEVER実機シミュレーション』（スーパーファミコン用、DEN'Z、1995年6月10日発売、SHVC-P-AFPJ、JAN-4944656951025）に収録。

## サウンドトラック
- 『パチンコ・ミュージック・フロム SANKYO FEVER WARS』 キングレコード、1998年8月21日。KICA-1217。
  - BGMが収録されている。